# Carlos Seixas
José António Carlos de Seixas (Coimbra, 11 de junho de 1704 — Lisboa, 25 de agosto de 1742) foi um compositor e organista português.

## Vida
Filho de Francisco Vaz e de Marcelina Nunes, Carlos Seixas estudou com o pai e cedo o substituiu como organista da Sé de Coimbra, cargo de grande responsabilidade, que exerceu durante dois anos. Aos 16 anos, partiu para Lisboa, altura em que a corte portuguesa era das mais dispendiosas da Europa. Foi muito solicitado como professor de música de famílias nobres da corte, nomeado organista da Sé Patriarcal e da Capela Real (sendo o Mestre dessa Domenico Scarlatti, certamente estabeleceu com ele colaborações proveitosas). Carlos Seixas gozava da fama de ser músico e professor excelente. Na capital, impôs-se como organista, cravista e compositor. Com seu trabalho sustentou a mulher, que desposara aos 28 anos, e a prole de dois filhos e três filhas, e adquiriu algumas casas nas vizinhanças da Sé. Em 27 de abril de 1736, foi eleito Almotacé de Lisboa. Carlos Seixas morreu a 25 de agosto de 1742, de febre reumática, já sendo Mestre da Capela Real.

## Obra
No que diz respeito à composição, Carlos Seixas foi um dos maiores compositores portugueses para a música de tecla. Fez escola em Portugal criando um estilo seu (apesar da influência italiana e francesa que se constata em algumas de suas obras), que foi imitado durante algum tempo após a sua morte.
No século XVIII, aos compositores era exigido que sua música fosse fiel aos pensamentos e ideais estéticos do meio. A composição era, de certa forma, limitada a um rol de características previamente definidas, facto que deve ser levado em conta quando analisada a obra dos compositores.
A obra de Seixas é, em grande parte, resultado dos ambientes em que compôs. Como organista da Capela da Sé Patriarcal tinha a possibilidade de tocar, antes e depois da missa, um trecho a solo que poderia ser uma tocata ou uma sonata (ritual comum em todas as catedrais de prática católica). Para esse efeito, havia uma preferência pelas peças de carácter vistoso e brilhante. Noutras partes da cerimónia, o organista podia ainda tocar em alturas que admitissem um solo instrumental. Dessa forma, os compositores aproveitavam para dar a conhecer as suas composições ou improvisações. Por certo que as sonatas de Seixas foram tocadas na Igreja, pelo menos as de carácter religioso. Carlos Seixas acompanhava ao cravo os saraus de música nos paços reais ou no solar de algumas casas nobres. Nesses eventos, tinha a oportunidade de tocar também como solista, aproveitando, provavelmente, para tocar suas sonatas compostas com o objetivo de ser reconhecido como concertista e compositor.
Para além da Capela Real e da Corte, apenas se dedicava ao ensino de música. Essa faceta obrigava-o a ter material didático diversificado, variando de aluno para aluno, consoante o grau e as capacidades de cada um, dos cravos ou clavicórdios que possuíam. Apesar de fortemente sujeita a um vasto rol de condicionantes, a obra de Seixas não deixa de parte a qualidade e a originalidade do seu estilo pessoal.
Nunca se deixou levar pelos estilos importados em Portugal, nem deixou que a sua obra se confundisse com a dos seus contemporâneos estrangeiros. A presença do temperamento lusitano é uma constante das suas composições. A evolução da estrutura bipartida da sonata para tecla, para a estrutura tripartida está presente nas sonatas de Carlos Seixas, sendo uma antecipação da forma da sonata clássica.
Até agora não são conhecidos versos de Seixas. O mais provável é terem-se perdido uma vez que é pouco credível que Seixas tenha usado sempre versos alheios nas suas composições.

## Coral
- Tantum ergo;
- Ardebat vincentius;
- Conceptio gloriosa;
- Gloriosa virginis Mariae;
- Hodie mobis caelorum;
- Sicut cedrus;
- Verbum caro;
- Dythyrambus in honorem et laudem Div. Antonii Olissiponensis.

Instrumental:
- Abertura em Ré;
- Concerto em Lá;
- Sinfonia em Si bemol;
- cerca de 100 sonatas próprias e cerca de 89 atribuídas.

As criações de Carlos Seixas possuem elegância, leveza, suavidade, inspiração melódica. O seu fraseado é de carácter irregular e assimétrico e a sua linguagem harmónica é simples. As suas obras encontram-se na Biblioteca Geral da Universidade de Coimbra, na Biblioteca Nacional de Portugal e na Biblioteca do Palácio Nacional da Ajuda.

## Media
Sonataⓘ

## Discografia
Entre as gravações das suas obras encontram-se: 
- Strauss/Portugalsom ‎– 860002/PS. Carlos Seixas, Concerto para cravo e orquestra - Sinfonia - Abertura, János Sebestyén, Orquestra de Câmara Ferenc List, János Rolla; Discoteca Básica Nacional, 1986.
- Amon Ra - CD-SAR 43. Carlos Seixas, Harpsichord Sonatas, Robert Woolley (cravo histórico de Joaquim José Antunes, Lisboa, 1785, Londres, Finchcocks Collection), 1988
- Strauss/Portugalsom - 870023/PS. Carlos Seixas, Sonatas para Cravo, Cremilde Rosado Fernandes (cravo histórico de Joaquim José Antunes, Lisboa, 1758, Lisboa, Museu Nacional da Música), 1991 (primeira gravação discográfica do cravo Antunes de 1758).
- Virgin Veritas. Carlos Seixas, Harpsichord Concerto - Sinfonia - Sonatas, Ketil Haugsand (cravo histórico de Joaquim José Antunes, Lisboa, 1758, Lisboa, Museu Nacional da Música), Norwegian Baroque Orchestra, 1994.
- Virgin Veritas. Carlos Seixas, Missa - Dixit Dominus - Tantum Ergo - Organ Sonatas, Ketil Haugsand, Ana Ferraz, Alexandra do Ó, Manuel Brás da Costa, Luís Madureira, António Wagner Diniz, Coro de Câmara de Lisboa, Norwegian Baroque Orchestra, 1994.
- Philips 528 574-2. Carlos Seixas, 12 Sonatas para Cravo, Rui Paiva (cravo histórico de Joaquim José Antunes, Lisboa, 1758, Lisboa, Museu da Música), 1995.
- Naxos. Carlos Seixas, Harpischord Sonatas, Débora Halász.
- Portugaler. Carlos Seixas, Concerto / Sonatas, José Luis González Uriol (cravo histórico de Joaquim José Antunes, Lisboa, 1758, Lisboa, Museu da Música]), Segréis de Lisboa, Manuel Morais, 2002.
- Portugaler. Carlos Seixas, Música Sacra, Segréis de Lisboa, Coral Lisboa Cantat, Manuel Morais, 2004.
- Chandos. Alessandro Scarlatti, Carlos Seixas: Harpsichord Works, Sophie Yates.
- Numérica. Carlos Seixas, Sonatas, Cremilde Rosado Fernandes (pianoforte de Denzel Wright, segundo o original de Bartolomeo Cristofori, ca. 1720), 2007.
- Melographia Portugueza. Carlos Seixas, Sonatas para Cravo (Integral da obra para tecla, vol. I), José Carlos Araújo (cravo histórico de Joaquim José Antunes, Lisboa, 1758: Tesouro Nacional, Lisboa, Museu da Música), edição MPMP - Movimento Patrimonial pela Música Portuguesa, 2012.
- Melographia Portugueza. Carlos Seixas, Sonatas para Órgão (Integral da obra para tecla, vol. II), José Carlos Araújo (órgão histórico do Mosteiro de São Bento da Vitória (Fr. Manuel de São Bento, 1719), Porto), edição MPMP - Movimento Patrimonial pela Música Portuguesa, 2012 (primeira gravação discográfica do órgão histórico do Mosteiro de São Bento da Vitória).
- Melographia Portugueza. Carlos Seixas, Sonatas para Cravo (Integral da obra para tecla, vol. III), José Carlos Araújo (cravo histórico de Joaquim José Antunes, Lisboa, 1758: Tesouro Nacional, Lisboa, Museu da Música), edição MPMP - Movimento Patrimonial pela Música Portuguesa, 2013.
- Melographia Portugueza. Carlos Seixas, Sonatas para Cravo (Integral da obra para tecla, vol. IV), José Carlos Araújo (cravo), edição MPMP - Movimento Patrimonial pela Música Portuguesa, 2013.
- Melographia Portugueza. Carlos Seixas, Sonatas para Pianoforte (Integral da obra para tecla, vol. V), José Carlos Araújo (pianoforte histórico de Henrique van Casteel, Lisboa, 1763: Tesouro Nacional, Lisboa, Museu da Música), edição MPMP - Movimento Patrimonial pela Música Portuguesa, 2013.
- Melographia Portugueza. Carlos Seixas, Sonatas para Órgão (Integral da obra para tecla, vol. VI), José Carlos Araújo (órgão histórico do Mosteiro de Arouca, D. Manuel Bento Gomes de Herrera, 1739), edição MPMP - Movimento Patrimonial pela Música Portuguesa, 2014.
- Melographia Portugueza. Carlos Seixas, Sonatas para Cravo (Integral da obra para tecla, vol. VII), José Carlos Araújo (cravo histórico de Joaquim José Antunes, Lisboa, 1758: Tesouro Nacional, Lisboa, Museu da Música), edição MPMP - Movimento Patrimonial pela Música Portuguesa, 2014.

## Edições Musicais (Partituras)
- Alvarenga, João Pedro (1995), Carlos Seixas: 12 Sonatas, Lisboa, Musicoteca.
- Doderer, Gerhard (1982), Organa Hispanica: Iberiche Musik des 16., 17. und 18. Jahrunderts fur Tasteninstrumente, Carlos Seixas: Ausngewahlte Sonaten I-XV, Volume 7, Heidelberg: Süddentscher Musikverlag.
- Doderer, Gerhard (1982), Organa Hispanica: Iberiche Musik des 16., 17. und 18. Jahrunderts fur Tasteninstrumente, Carlos Seixas: Ausngewahlte Sonaten XVI-XXX, Volume 8, Heidelberg: Süddentscher Musikverlag.
- Kastner, Macário Santiago (1935), Cravistas Portugueses, Mainz, B. Schott’s Söhne, volume I.
- Kastner, Macário Santiago (1950), Cravistas Portugueses, Mainz, B. Schott’s Söhne, volume II.
- Kastner, Macário Santiago (1965), Carlos Seixas: 80 Sonatas para Tecla, Portugaliae Musica, vol. X. Lisboa: Fundação Calouste Gulbenkian.
- Kastner, Macário Santiago e João Valeriano (1980), Carlos Seixas: 25 Sonatas para Instrumentos de Tecla, Portugaliae Musica, vol. XXXIV, Lisboa: Fundação Calouste Gulbenkian.
- Lourenço, José (ed.), (2007), 12 Toccatas: Carlos Seixas, Ava Musical Editions.
- Vasconcellos, Jorge Croner de e Fernandes, Armando José (1975), Carlos Seixas: Tocatas e Minuetes, Lisboa, Biblioteca Nacional de Lisboa.